# Joan Canongia i Gerona
Joan Canongia i Gerona (Manresa, 18 de juliol de 1960) és un polític català, diputat al Congrés dels Diputats en la IX i X legislatures.
Treballà en una empresa d'assegurances i és membre del Consell de la Federació Vallès-Oest del PSC-PSOE, partit al que es va afiliar el 1981. També forma part de la Fundació Engrunes des de 2003. A les eleccions municipals espanyoles de 2007 fou escollit regidor de l'ajuntament de Vacarisses.
Fou elegit diputat per la província de Barcelona a les eleccions generals espanyoles de 2008. Ha estat secretari primer de la Comissió de Foment En 2013 va substituir en el seu escó Carme Chacón Piqueras, escollida diputada a les 2011. Ha estat secretari segon de la Comissió sobre Seguretat Viària i Mobilitat Sostenible del Congrés dels Diputats.